# Maleva
Maleva is een plaats in de Estlandse gemeente Saaremaa, provincie Saaremaa. De plaats telt 20 inwoners (2021).
Tot in december 2014 behoorde Maleva tot de gemeente Kaarma, tot in oktober 2017 tot de gemeente Lääne-Saare en sindsdien tot de fusiegemeente Saaremaa.

## Geschiedenis
De plaats werd voor het eerst genoemd in 1923 als nederzetting op het voormalige landgoed van Meedla. In 1977 werd Maleva bij Meedla gevoegd. In 1997 werd het weer een zelfstandig dorp.